# Henryk Mika
Henryk Mika (ur. 16 grudnia 1939, zm. 25 lutego 2025) – polski żołnierz, polityk, inżynier, generał brygady Wojska Polskiego.

## Życiorys
Ukończył studia na Wydziale Mechanicznym Wojskowej Akademii Technicznej w Warszawie.
Służbę wojskową rozpoczął w 1957. Doszedł do stopnia generała brygady. Przez wiele lat pełnił funkcję dyrektora departamentu uzbrojenia Ministerstwa Obrony Narodowej. Pracował w MON do 1996, skąd odszedł na stanowisko attaché wojskowego ambasady RP w Chinach. Z armii odszedł w 2000.
W 2002 wstąpił do Samoobrony RP. Bez powodzenia kandydował z jej listy w wyborach do Sejmu w 2005 z okręgu katowickiego (otrzymał 1669 głosów) oraz w wyborach do sejmiku mazowieckiego w 2006. Był członkiem komitetu wyborczego Andrzeja Leppera jako kandydata w wyborach prezydenckich w 2005. Obecnie jest wykładowcą w Instytucie Logistyki Wydziału Mechanicznego na Wojskowej Akademii Technicznej im. Jarosława Dąbrowskiego w Warszawie.

## Odznaczenia
W 1994, za wybitne zasługi dla umacniania obronności kraju, został odznaczony przez prezydenta Lecha Wałęsę Krzyżem Oficerskim Orderu Odrodzenia Polski. Posiada także Srebrny i Złoty Medal „Siły Zbrojne w Służbie Ojczyzny” i Złoty Medal „Za zasługi dla obronności kraju”.

## Życie prywatne
Ma syna Krzysztofa. Mieszka w Nieporęcie koło Legionowa.